# Aleksandar Djuric
Aleksandar Djuric (* 2. August 1982 in Bregenz) ist ein ehemaliger österreichischer Basketballspieler serbischer Abstammung.

## Laufbahn
Djuric, der in Hard im Vorarlberg mit dem Basketball begann, spielte ab 1999 beim Bundesligisten Kapfenberg, wurde mit der Mannschaft dreimal österreichischer Meister und als eines der größten Talente des europäischen Basketballs angesehen. 2003 war er ein Kandidat beim Draft-Verfahren der National Basketball Association, wurde aber letztlich von keiner Mannschaft genommen. Er empfahl sich mit starken Leistungen für einen Vertrag bei Roter Stern Belgrad – der Wechsel erfolgte 2003. Nach einem Jahr in Belgrad wurde der 2,10 Meter große Innenspieler im Vorfeld des Spieljahres 2004/05 vom deutschen Bundesligisten Telekom Baskets Bonn unter Vertrag genommen.
Zu Beginn der Saison 2005/06 stand Djuric in Griechenland beim Erstligisten Apollon Patras im Aufgebot, verließ die Mannschaft jedoch zum Jahresende 2005 und wechselte in die Ukraine zu Khimik-OPZ Juschni. Für den Klub spielte er bis 2008. Nach weiteren Stationen in der Ukraine (Politekhnika-Halychyna Lwiw) sowie auf Zypern (Achilleas Kaimakliou) kam Djuric 2010 nach Österreich zurück und verstärkte von 2010 bis Oktober 2012 den Bundesligisten Güssing Knights. Im Januar 2012 wurde er erstmals in Österreichs Nationalmannschaft berufen. Nach der Ausheilung einer Achillessehnen-Verletzung wurde er während der Sommerpause 2013 zunächst von den Fürstenfeld Panthers verpflichtet, ging im Herbst 2013 dann aber zum Zweitligisten D.C. Timberwolves nach Wien. Im Dezember 2013 beendete er seine Spielerlaufbahn.
Im Januar 2014 wechselte er als Trainer zum Wiener Verein Basket2000 und wurde dort in der Nachwuchsarbeit tätig. Noch im selben Jahr ging er zu den Traiskirchen Lions und war bis 2016 für den Verein im Jugendbereich, als Trainer der Landesliga-Mannschaft sowie als Co-Trainer der Bundesliga-Mannschaft beschäftigt. Hauptberuflich wurde Djuric ab dem 1. September 2017 bei der Stadt Traiskirchen als Kinderbetreuer tätig. Im Juni 2018 wurde er Cheftrainer des Zweitligisten Mattersburg Rocks, gab das Amt aus zeitlichen Gründen aber noch vor dem Beginn der Saison 2018/19 wieder ab.